# Павуколов східний
Павуколов східний (Arachnothera modesta) — вид горобцеподібних птахів родини нектаркових (Nectariniidae). Мешкає в Південно-Східній Азії.

## Опис
Довжина птаха становить 17-18 см, вага 20,5-21 г. Виду не притаманний статевий диморфізм. Верхня частина тіла оливково-зелена з золотистим відтінком, хвіст зелений. Нижня частина тіла сіра, поцяткована вертикальними смужками. Очі карі, дзьоб темно-коричневий, довгий і вигнутий. Представники підвиду A. m. caena мають світліше забарвлення, у них груди жовтуваті, з меншою кількістю смужок.

## Підвиди
Виділяють три підвиди:
- A. m. caena Deignan, 1956 — південна М'янма і південно-західний Таїланд (перешийок Кра);
- A. m. modesta (Eyton, 1839) — Малайський півострів і Калімантан;
- A. m. concolor Snelleman, 1882 — Суматра.

## Поширення і екологія
Східні павуколови поширені в Індонезії, Малайзії, М'янмі, Таїланді та Брунеї. Вони живуть в рівнинних вологих тропічних лісах, чагарникових заростях і на плантаціях. Зустрічаються на висоті до 1200 м над рівнем моря.